# Ceffyl Pren
Ceffyl Pren (que en galés significa caballo de madera) fue una forma galesa tradicional de gobierno de la muchedumbre. Fue una forma de humillación ritual que consistía en hacer desfilar a los infractores por el pueblo, atados a una estructura de madera. La costumbre fue parecida a las que en Inglaterra se conocieron como música dura o en Escocia como montar el "stang". Al parecer, la tradición duró hasta mediados del siglo XIX. En tiempos posteriores, se reemplazó esta práctica por una en la que se quemaban efigies.
Adulteros, caseros severos, los padres de los hijos bastardos quienes se escondieron detrás de la Ley de Pobres del siglo XIX haciendo la madre completamente responsable por su propio aprieto, todos se enfrentaron a los efectos espantosos, embarazosos (y a menudo dolorosos) de estos casos desenfrenados.